# Ripaljka
Ripaljka (kyrillisch: Рипаљка) bezeichnet eine Kaskade von Wasserfällen des Flusses Gradašnica in der Nähe von Sokobanja in Ostserbien. 

## Details
Die Ripaljka-Wasserfälle fallen in mehreren Stufen 40 Meter in die Tiefe. Die höchste dieser Stufen ist 11 Meter hoch und heißt Velika Ripaljka (deutsch Große Ripaljka). Unterhalb davon befindet sich ein kleinerer Wasserfall von 5 Meter Höhe (Mala Ripaljka, deutsch Kleine Ripaljka), die anderen sind 0,5 bis 2 Meter hoch, so dass sie bei üppiger Vegetation nur schwer zu sehen sind. Der Name des Wasserfalls bedeutet auf Deutsch „reißendes und springendes Wasser“. Durch die Wasserentnahme für die Wasserversorgung der Orte Sokobanja und Ozren trocknet der Wasserfall gelegentlich im Sommer aus.
Laut Jovan Cvijić wurde die Ripaljka zu dessen Zeit als höchster Wasserfall Serbiens angesehen.

## Lage
Die Wasserfälle liegen unterhalb des Eingangs zum Spezialkrankenhaus von Ozren, fünf Kilometer von Sokobanja entfernt. Die Gradašnica mündet unterhalb von Sokobanja in den Fluss Moravica.
Die Wasserfälle sind eine vielbesuchte Touristenattraktion und für Pkw und Busse über eine unbefestigte Zufahrtstraße erreichbar. Am Parkplatz oberhalb der Wasserfälle gibt es ein Restaurant. Aus Richtung Sokobanja sind die Wasserfälle auf einem Wanderweg entlang der Gradašnica zu erreichen.

## Schutzstatus
1947 wurde im Bereich der Wasserfälle mit dem Bau eines Wasserkraftwerks begonnen, welches das Krankenhaus und Sokobanja mit Strom versorgen sollte. Nach Beginn der Stromversorgung im Jahr 1949 verabschiedete das Institut für den Schutz und die wissenschaftliche Untersuchung natürlicher Raritäten in der Republik Serbien einen Beschluss zum Schutz von Velika Ripaljka und Mala Ripaljka. Um „die wissenschaftliche, ästhetische und natürliche Seltenheit in diesen Regionen zu bewahren“, wurde die Beseitigung des Wasserkraftwerks bis zum 1. Mai 1950 angeordnet und verwirklicht.